# L’Malouma Said
L´Malouma Said, född 1972 i Boutilimit, är en mauretansk människorättsaktivist och politiker. 
L´Malouma Said föddes som slav men engagerade sig som 17-åring i arbetet med att avskaffa och förebygga slaveri och människohandel. Hon tillhör en minoritetsgrupp, haratiner, som av tradition ofta blev tvingade in i slaveri i Mauretanien. Hon arbetade även med att hjälpa kvinnor att starta kooperativa handelsföreningar för att kunna försörja sig. 
2006 och 2013 valdes hon in i landets parlament, där hon fortsatt driva frågor gällande mänskliga rättigheter. Hon har även lyft fram behovet av att se över landets fängelser och se hur fångar behandlas. Tillsammans med sin make har hon även grundat S.O.S. Esclaves som fortsätter arbetet att avskaffa slaveri.